# 贾克琳·巴克利
贾克琳·巴克利（英語：Jaclyn Barclay，2006年12月27日—），澳大利亚女子游泳运动员，2024年世界游泳锦标赛女子4×100米混合泳接力金牌得主、女子200米仰泳、女子4×100米自由泳接力银牌得主和女子4×200米自由泳接力铜牌得主。